# Roms skövling (546)
Roms skövling i december år 546 utfördes av goterna kung Totila under den gotiska kriget (535–554) mellan östgoterna och det bysantinska riket. Syftet var Totilas önskan att erövra Latium från bysantinarna. Rom belägrades under nästan ett år innan den slutligen föll. 